# Silvio Tozzi
Silvio Tozzi (ur. 14 kwietnia 1908 w Piombino Dese, zm. 31 stycznia 1986 w Pietra Ligure) – włoski zapaśnik walczący w stylu klasycznym. Dwukrotny olimpijczyk. Zajął szóste miejsce w Los Angeles w 1932 i piąte w Berlinie  w 1936. Walczył w wadze lekkiej i półśredniej.
Zdobył brąz mistrzostw Europy w 1929; piąty w 1933 roku.

## Letnie Igrzyska Olimpijskie 1932
| Konkurencja          | Rundy eliminacyjne  | Klas. końcowa |
| Konkurencja          | Przeciwnik I        | Miejsce       |
| -------------------- | ------------------- | ------------- |
| 66 kg styl klasyczny | Aarne Reini (FIN) P | 6.            |

## Letnie Igrzyska Olimpijskie 1936
| Konkurencja          | Rundy eliminacyjne          | Rundy eliminacyjne   | Rundy eliminacyjne    | Rundy eliminacyjne    | Klas. końcowa |
| Konkurencja          | Przeciwnik I                | Przeciwnik II        | Przeciwnik III        | Przeciwnik IV         | Miejsce       |
| -------------------- | --------------------------- | -------------------- | --------------------- | --------------------- | ------------- |
| 72 kg styl klasyczny | Dimitrios Zacharias (GRE) Z | Karel Zvonař (TCH) Z | Eino Virtanen (FIN) P | Fritz Schäfer (GER) P | 5.            |